# La Madelon
La Madelon sau Quand Madelon este un popular cântec francez în timpul Primului Război Mondial. Deși este cunoscută mai ales ca La Madelon, titlul corect este Quand Madelon, care sunt cuvintele de început ale refrenului. Versurile sunt scrise de Louis Bousquet (1914) și muzica este compusă de Camille Robert.
Cântecul spune povestea unor soldați care flirtează cu o tânără chelneriță într-o tavernă de țară și își datorează parțial popularitatea pe termen lung faptului că versurile erau pure într-o perioadă în care cântecele soldaților erau în mare parte grosolane și obscene. El a fost unul dintre cele mai populare cântece din Franța în timpul Primului Război Mondial și a devenit un cântec patriotic pe măsură ce războiul continua. În prezent este un cântec patriotic bine cunoscut în Franța.
A fost tradus și în alte limbi. În limba engleză el a fost denumit Madelon („I'll Be True to the Whole Regiment”). De asemenea, a devenit popular în rândul soldaților spanioli.
Cântecul a redevenit popular în timpul celui de-al Doilea Război Mondial și Marlene Dietrich l-a cântat la Paris în 1939, în timpul festivităților de sărbătorire a zilei naționale (14 iulie).
Filmul francez La Madelon (1955), regizat de Jean Boyer, a fost o comedie inspirată din legenda lui Madelon, în care Line Renaud a interpretat personajul titular și a cântat cântecul înconjurată de soldați.
Actrița și cântăreața spaniolă Sara Montiel l-a cântat în filmul spaniol de mare succes El Último Cuplé (regizat de Juan de Orduña în 1957). Coloana sonoră a filmului a avut parte de un succes internațional. 

## Versuri
Versurile înregistrate de Sara Montiel în 1957
Pour le repos le plaisir du militaire

Il est là-bas à deux pas de la forêt

Une maison aux murs tous couverts de lière

Aux Tourlourous c’est le nom du cabaret
La servante est jeune et gentille

Légère comme un papillon

Comme son vin son oeil petille

Nous l’appelons la Madelon
Nous en rêvous la nuit nous y pensons le jour

Ce n’est que Madelon mais pour nous c’est l’amour

Quand Madelon vient nous servir à boire

Sous la tonnelle on frôle son jupon

Et chacun lui raconte une histoire

Une histoire à sa façon

La Madelon pour nous n’est pas sevère

Quand on lui prend la taille ou le menton

Elle rit c’est tout l’mal qu’elle sait faire

Madelon, Madelon, Madelon